# Пятницкая улица (Чернигов)
Пятницкая улица (укр. П’ятницька вулиця) — улица в Деснянском районе города Чернигова, исторически сложившаяся местность (район) Предградье и Ковалёвка. Пролегает от улицы Гетмана Полуботка до безымянного проезда у гаражей возле переулка Коммунальный.
Примыкают улицы Коцюбинского, проспект Победы, Василия Стуса (Чернышевского), Киевская, Софии Русовой, Гоголя, Котляревского, Костомаровская.

## История
Пятницкая улица была проложена в 1805 году от Богуславской улицы до Ковалёвки (современной Киевской улицы). В начале 20 века была продлена на север до конца города, здесь жили торговцы и ремесленники. На улице были расположены топливный склад, мясные, рыбные и мучные лавки, рядом — базар (до 1930-х годов), на углу Сиверянской улицы — мастерская Якушевского по изготовлению пианино (до 1919 года, здание снесли в 1984 году).
В 1919 году Пятницкая улица переименована на улица Борохова — в честь еврейского политического деятеля, члена Украинской Центральной Рады Бера Борохова.
В 1922 году улица Борохова переименована на улица Урицкого — в честь российского и советского революционного и политического деятеля Моисея Соломоновича Урицкого. После, в период 1927—1985 годы, другая улица в исторической местности Землянки именовалась в честь Бера Борохова.
В период Великой Отечественной войны на первых двух кварталах все дома были сожжены или разрушены. В послевоенные годы были возведены двухэтажные 8-квартирные дома, несколько 5-9-этажных жилых домов. В довоенные годы на улице был расположен «Черниговский городской молочный завод», разрушен во время Великой Отечественной войны, был восстановлен но в другом месте (угол современных Мстиславской и Коцюбинского). В 1961 году был построен первый на Украине типовой дом радио (дом № 18), был оснащён современным оборудованием.
В 1980-е годы усадебная застройка конца улицы (после примыкания Киевской улицы) частично ликвидирована и были построены кварталы многоэтажной жилой застройки (9-этажные дома).
7 июня 2001 года улице было возвращено историческое название — в честь Храма святой Параскевы Пятницы к которой ведёт улица, расположенного на перекрестке с улицей Гетмана Полуботка в сквере имени Богдана Хмельницкого.

## Застройка
Улица пролегает в северо-западном направлении — параллельно проспекту Мира и Мстиславской улице — к ручью Черторыйка.
Начало улицы (до примыкания проспекта Победа) парная и непарная стороны заняты малоэтажной (двухэтажные дома, два трёхэтажных дома) жилой застройкой. Далее (до примыкания улицы Киевская) парная и непарная стороны улицы заняты малоэтажной (2-этажные дома) и многоэтажной (4-5-9-этажные дома) жилой застройкой, учреждениями обслуживания, частично усадебной. Северо-западный угол Пятницкой и Киевской занимает торговый центр «ЦУМ Чернигов» (бывший «Дружба»). Затем (между улицами Киевская и Костомаровская) улица занята преимущественно многоэтажной жилой (9-10-этажные дома) и частично усадебной застройкой. Конец улицы занят парная сторона сначала усадебной, затем нежилой (Черниговская мебельная фабрика — улица Мартына Небабы) застройкой, непарная — усадебной и частично нежилой (гаражи) застройкой.
|                                                                              |                                                                                        |                                                    |                                                                                        |
| памятник архитектуры Храм святой Параскевы Пятницы                           | начало улицы: от улицы Гетмана Полуботка до улицы Коцюбинского все исторические здания | участок от проспекта Победы до улицы Чернышевского | участок от улицы Чернышевского до проспекта Победы справа 2-этажный дом № 38/9         |
|                                                                              |                                                                                        |                                                    |                                                                                        |
| участок от улицы Чернышевского до Киевской улицы слева усадебный дом № 40/10 | памятник архитектуры Производственное здание                                           | участок от Киевской улицы до улицы Софии Русовой   | участок от улицы Софии Русовой до Киевской улицы слева усадебные дома №№ 77/21, 75, 73 |

Учреждения:
1. дом № 11 А — Научно-исследовательский и проектный институт землеустройства; Управление Государственного земельного агентства.
2. дом № 18 — Дом радио — Черниговский региональный филиал «НСТУ».
3. дом № 42 — Черниговский базовый профессиональный медицинский колледж.
4. дом № 33 — римо-католическая церковь[10].
5. дом № 35 — детсад № 21.
6. дом № 39 — Черниговский государственный центр технологий, инноваций и информатизации (ЦНТИ); Управление Государственной службы труда в Черниговской области.
7. дом № 52 — Государственный архив Черниговской области.
8. дом № 69 — Управление охраны, использования и возобновления водных биоресурсов и регулирования рыболовства в Черниговской области («Чернігіврибохорона»).
9. дом № 69 А — спецшкола № 2 для глухих и слабослышащих детей; ГП Украинский государственный институт по проектированию объектов дорожного хозяйства («Укрдіпродор»).
10. дом № 83 А — Главное управление Пенсионного фонда.

Памятники архитектуры:
1. дом № 2/10 — Храм святой Параскевы Пятницы (Пятницкая) (конец XII — начало XVIII веков) — национального значения, часть историко-архитектурного заповедника Чернигов древний.
2. дом № 42 — Производственное здание (1880-е годы) — местного значения.

Есть ряд значимых и рядовых исторических зданий, что не являются памятниками архитектуры или истории: все дома (№ 2/10, 3, 4, 5, 6, 7/65, 8, 9/66, 10/63, 11, 12/64, 13, 14, 16, 18) от начала до примыкания проспекта Победы (в том числе Дом радио; кроме двух 3-этажных домов), 2-этажный дом № 38/9, усадебный дом № 40/10, четыре усадебных дома на участке между улицами Киевская и Софии Русовой (№ 71, 73, 75, 77/21).
Мемориальные доски:
1. дом № 18 — главе областного радиокомитета Антонине Николаевне Соколовой — с барельефом, на Доме радио, где работала[7] (1954—1978, доска 05.06.2014).
2. дом № 49 — Герою Советского Союза Якову Фёдоровичу Руденку — на доме, где он жил.